# 野木森雅郁
野木森 雅郁（のぎもり まさふみ、1947年12月21日 - ）は、日本の実業家。アステラス製薬代表取締役社長や、同社代表取締役会長、日本製薬団体連合会会長を務めた。

## 人物・経歴
愛知県生まれ。東海中学校・高等学校を経て、1970年東京大学薬学部卒業、藤沢薬品工業（現アステラス製薬）入社。1997年取締役に昇格。2001年常務執行役員経営戦略本部長。2004年専務執行役員。2005年アステラス製薬代表取締役副社長。2006年からアステラス製薬代表取締役社長を務め、グローバル化などを進めた。2011年アステラス製薬代表取締役会長。2014年日本製薬団体連合会会長。2017年リニカル取締役。2018年旭日重光章受章。
本人の述懐によると、現役社員の時は、イタリア語の論文を体当たりで翻訳に挑んだり、シイタケを用いた新薬の開発中止に際する事態の収拾に腐心したことなど、当時のモーレツ社員ぶりが語られていた。
趣味は、小学生以来の化石の収集と、本人曰く「変化が楽しい」として遊戯していたパチンコである。